# Жещинка
Жещинка (пол. Żeszczynka) — село в Польщі, у гміні Соснувка Більського повіту Люблінського воєводства. Населення — 273 особи (2011).

## Історія
1716 року вперше згадується церква в селі.
За даними етнографічної експедиції 1869—1870 років під керівництвом Павла Чубинського, у селі проживали лише греко-католики, які розмовляли українською мовою.
У міжвоєнні 1918—1939 роки польська влада в рамках великої акції руйнування українських храмів на Холмщині і Підляшші перетворила місцеву православну церкву на римо-католицький костел.
За німецької окупації під час Другої світової війни у селі діяла українська школа, учитель — Й. Козловський.
У 1975—1998 роках село належало до Білопідляського воєводства.

## Населення
Демографічна структура станом на 31 березня 2011 року:
|          | Загалом | Допрацездатний вік | Працездатний вік | Постпрацездатний вік |
| -------- | ------- | ------------------ | ---------------- | -------------------- |
| Чоловіки | 127     | 14                 | 87               | 26                   |
| Жінки    | 146     | 22                 | 72               | 52                   |
| Разом    | 273     | 36                 | 159              | 78                   |